# Chlorek aktynu(III)
Chlorek aktynu(III), AcCl
3 – nieorganiczny związek chemiczny, sól kwasu chlorowodorowego i aktynu na III stopniu utlenienia.

## Otrzymywanie
Może zostać otrzymany poprzez reakcję wodorotlenku aktynu(III) z tetrachlorometanem w temperaturze 960 °C:
2Ac(OH)
3 + 3CCl
4 → 2AcCl
3 + 3CO
2 + 6HCl

## Zastosowanie
Można go zastosować w reakcji otrzymywania tlenochlorku aktynu(III), AcOCl w temperaturze 1000 °C:
AcCl
3 + H
2O → AcOCl + 2HCl